# Sarcophaga notata
Sarcophaga notata är en tvåvingeart som först beskrevs av Macquart 1855.  Sarcophaga notata ingår i släktet Sarcophaga och familjen köttflugor. Inga underarter finns listade i Catalogue of Life.